# Ана Крісна да Сілва Ромеро
Ана Крісна да Сілва Ромеро (4 травня 1988) — ангольська плавчиня.
Учасниця Олімпійських Ігор 2008 року.